# Pilocrocis melastictalis
Pilocrocis melastictalis là một loài bướm đêm trong họ Crambidae.